# Wolfgang Werner (Politiker, 1949)
Wolfgang Werner (* 11. November 1949 in Neviges) ist ein deutscher Politiker (SPD). Von dem 2. Juni 2000 bis zum Jahr 2005 war er Mitglied des Landtags von Nordrhein-Westfalen.

## Leben
Werner schloss die Schule im Jahr 1966 mit der Mittleren Reife ab und erlangte auf dem zweiten Bildungsweg 1969 die Fachhochschulreife. In der Zeit von 1966 bis 1969 hatte er eine Ausbildung zum Elektromechaniker absolviert. Von 1971 bis 1975 studierte er Automatisierungstechnik an der Gesamthochschule in Wuppertal, die er im Jahr 1975 als Diplom-Ingenieur verließ. Im Anschluss studierte er an der Universität Bochum die Fächer Ökonomie und Pädagogik für das Lehramt an Berufsbildenden Schulen. Die erste Staatsprüfung bestand er 1979. Nach dem Bestehen dieser arbeitete er bis zum Jahr 2000 als Berufsschullehrer am Berufskolleg Niederberg. Dort war er als Studiendirektor für die Fachoberschule und neue Technologien zuständig.
Werner trat im Jahr 1969 der SPD bei, für die er erstmals 1975 in den Rat der Stadt Velbert einzog und in dem er bis 1982 war. Im Jahr 1989 zog er erneut in den Rat ein und ist dort bis heute. In den Jahren 2004 bis 2009 war er dort Vorsitzender des Sonderbauausschusses für die Sanierung von Schloss Hardenberg. Außerdem war er zweiter stellvertretender Bürgermeister von Velbert. Werner ist außerdem seit 2000 Fraktionsvorsitzender der SPD-Ratsfraktion. In den Jahren 2000 bis 2005 war Werner zudem für die SPD im Landtag von Nordrhein-Westfalen vertreten. Er wurde direkt im Wahlkreis 044 Mettmann IV gewählt.